# Васёк Трубачёв и его товарищи (фильм)
«Васёк Трубачёв и его товарищи» — чёрно-белый школьный героико-приключенческий художественный фильм, поставленный режиссёром И. А. Фрэзом в 1955 году на киностудии им. М. Горького (Москва). Фильм снят по первой книге одноимённой повести-трилогии Валентины Осеевой.
Второй фильм дилогии о московских школьниках под названием «Отряд Трубачёва сражается» снят также Ильёй Фрэзом на киностудии им. М. Горького в 1957 году.

## Сюжет
Фильм о дружбе трёх неразлучных школьных товарищей — Васи, Коли и Саши и о простых советских ребятах — пионерах, каждого со своими проблемами и поступками. Ребята организуют борьбу за отличную дисциплину в классе, но их показательное дежурство срывается, так как один из учеников прячет мел, опасаясь вызова к доске. Друзья ссорятся. Одноклассники, уверенные, что мел спрятал Васёк, осуждают его. Желая исправить содеянное, истинный виновник происшествия решает вычеркнуть из критической заметки в стенгазете фамилию Трубачёв. После этой ссоры друзья мирятся.

## В ролях
- Олег Вишнев — Васёк Трубачёв
- Саша Чудаков — Коля Одинцов
- Вова Семенович — Саша Булгаков
- Слава Девкин — Мазин
- Жора Александров — Русаков
- Наташа Рычагова — Нюра Синицына
- Валера Сафарбеков — Малютин
- Юра Башкиров — Медведев
- Боря Канарейкин — Белкин
- Оля Троицкая — Зорина
- Юрий Боголюбов — учитель, Сергей Николаевич
- Леонид Харитонов — Бурцев Митя, пионервожатый
- Иван Пельтцер — «Грозный», школьный сторож
- Анастасия Зуева — тётя Дуня
- Юрий Медведев — отец Трубачева
- Пётр Алейников — отец Русакова
- Иветта Киселёва — Екатерина Алексеевна
- Нина Никитина — мать Булгакова
- Кирилл Лавров — каменщик

- Текст песен: Михаил Львовский.